# Recaș
Recaș (allemand : Rekasch; hongrois : Temesrékás; serbo-croate : Rekaš) est une ville du județ de Timiș, Roumanie.

## Démographie
Lors du recensement de 2011 , la ville comptait 8 336 habitants dont :
- 77,05 % Roumains,
- 7,61 % Hongrois,
- 4,27 % Serbe,
- 2,13 % Roms,
- 2,02 % Autres.

## Politique
| Parti | Parti                                      | Sièges |
| ----- | ------------------------------------------ | ------ |
|       | Parti social-démocrate (PSD)               | 12     |
|       | Parti national libéral (PNL)               | 2      |
|       | Alliance des libéraux et démocrates (ALDE) | 1      |